# Джекоб Клір
Джекоб Клір  (англ. Jacob Clear, 18 січня 1985) — австралійський веслувальник, олімпієць.

## Виступи на Олімпіадах
| Олімпіада   | Дисципліна                     | Місце     |
| ----------- | ------------------------------ | --------- |
| Пекін 2008  | байдарка-двійка, 500 метрів    | 7 h2 r2/3 |
| Лондон 2012 | байдарка-четвірка, 1000 метрів | 1         |